# René Antoine Ferchault de Réaumur
För Réaumurs termometerskala, se Grad Réaumur.
René Antoine Ferchault de Réaumur, född 28 februari 1683 i La Rochelle, död 17 oktober 1757 i Saint-Julien-du-Terroux, var en fransk fysiker och zoolog.

## Biografi
Réaumur kom från en förmögen familj och studerade först juridik enligt familjens förväntningar, men övergick snart till matematik och naturvetenskaperna och visade där prov på en ovanlig mångsidighet.
År 1708 invaldes han i Franska Vetenskapsakademien, i vars administrativa arbete han senare blev djupt engagerad. I dess handlingar för 1709 framträdde hans uppsats De la formation et de l'accroissement des coquilles des animaux, där han bevisar att skaldjurens skal uppstår genom förhårdning av en saft, som tränger ut genom deras porer. Fyra år senare skrev han en uppsats om materials duktilitet i vilken han resonerar kring spindelnätet och trådar av guld, dessutom kommenterar han som förste forskare den exceptionella styrkan hos glasfiber.
Mellan åren 1716 och 1722 studerade han tillverkning och provning av järn, stål och gjutjärn genom praktiska försök och teoretiska resonemang. I sin bok "L'art de convertir le fer forgé en acier ..." beskriver han hur järnet tar upp ett ämne och blir till stål vid uppvärmnings- och härdningsprocessen, eftersom vikten ökar med 1/256, cirka 0,4 viktsprocent. Vid denna tidpunkt kände man inte till grundämnet kol utan han kallade ämnet för svavel och salter. Han beskrev också en metod för att omvandla det spröda gjutjärnet till ett segt material.
Under försök att imitera japanskt porslin uppfann han en mjölkvit glassort, det så kallade Réaumurs porslin.
Han skrev 75 uppsatser i Akademiens handlingar, bl.a. 38 inom fysik och 32 inom biologi. Ett antal av dessa publicerades som böcker.
Hans mest betydande arbete är Mémoires pour servir à l'histoire des insectes (sex volymer, 1734-42). Han invaldes som utländsk ledamot av Kungliga Vetenskapsakademien i Sverige 1748, och blev även ledamot av vetenskapsakademierna i England, Preussen och Ryssland.

## Réaumurs termometerskala
Mest ihågkommen är Réaumur för sin termometerskala. 1730 konstruerade han en sprittermometer för att kunna mäta temperaturen med hjälp av en spritblandnings värmeutvidgning, vilket byggde på en tidigare idé av Robert Hooke. Réaumurs termometer hade en skala där nollpunkten bestämdes av vattnets fryspunkt och varje skalsteg motsvarades av en volymexpansion på en tusendel av den volym som spritblandningen hade vid noll grader. Med den sprit-vattenblandning som Réaumur använde, hamnade vattnets kokpunkt av en ren händelse på 80 grader. Definitionen av grad Réaumur blev därför att dela in temperaturskillnaden mellan vattnets fryspunkt och dess kokpunkt i 80 delar. Réaumurskalan bibehölls även efter att sprittermometern utbytts mot en mer användbar kvicksilvertermometer.

## Utmärkelser
Asteroiden 7098 Réaumur är uppkallad efter honom.